# Tycoon City: New York
Tycoon City: New York est un jeu de gestion sorti le 24 février 2006 en France ou le joueur doit développer la ville de New York et plus spécifiquement l'île de Manhattan. le jeu permet aussi de construire un grand nombre de monuments célèbres comme l'Empire State Building, le Chrysler Building, la statue de la Liberté et le Woolworth Building.

## Scénario
Le jeu commence avec un district vide que le joueur (et ses concurrents) doivent développer. le joueur peut choisir entre différents bâtiments de type commercial (boutiques, restaurants, bar etc.), résidentiel ou de détente (bibliothèque). Il est possible de personnaliser ses bâtiments et de les améliorer à l'aide de points (climatisation, verrières, arbres, places supplémentaires). Réussir des missions permet d'obtenir des points de construction qui permettent d'ériger des bâtiments célèbres de new York

## Système de jeu
Deux modes de jeu sont disponibles :
Construisez New York : la campagne principale du jeu qui permet au joueur de construire New York district par district, en débutant par Greenwich Village. Le joueur doit accomplir certaines missions et battre ses rivaux pour débloquer d'autres districts pour continuer son développement.
Bac à sable : Mode de construction libre ou le joueur contrôle directement l'ensemble de l'île. La difficulté provient des réglages du joueur sur la trésorerie de départ, la rapidité de construction des immeubles et l'agressivité des concurrents.

## Liste des districts
- Central Park
- Chelsea
- Chinatown
- East Village
- Financial District
- Greenwich Village
- Harlem
- Liberty Island
- Little Italy
- Lower East Side
- Midtown
- SoHo
- TriBeCa
- Upper East Side
- Upper West Side